# Zbójnicki Chodnik

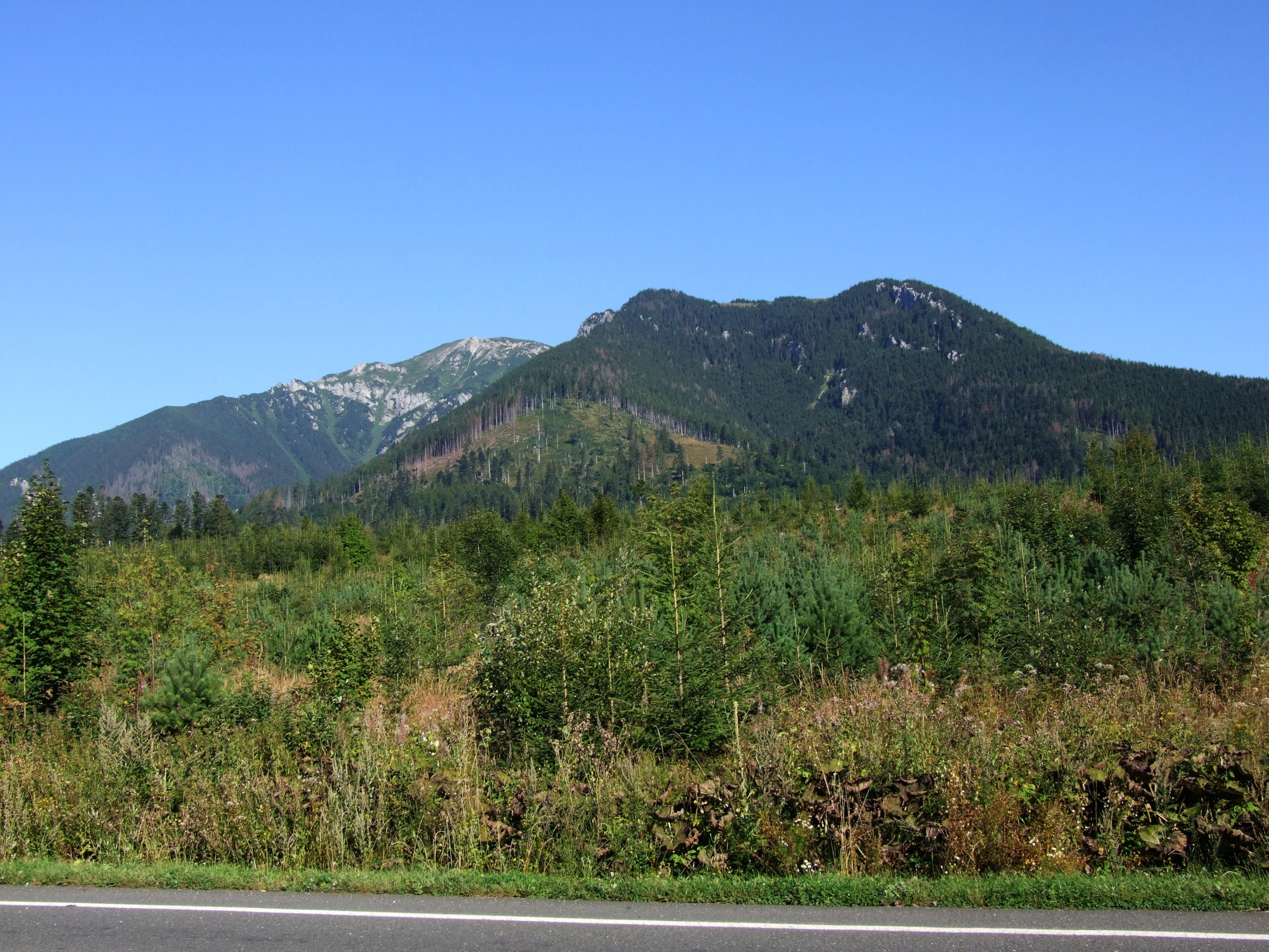
Obszary, którymi prowadzi Zbójnicki Chodnik

Zbójnicki Chodnik (niem. Diebsteig, słow. Zbojnícky chodník, węg. Tolvajút) – wąska droga łącząca Tatrzańską Kotlinę z Kieżmarskimi Żłobami na Słowacji. Biegnie ona na zachód od szerokiej, asfaltowej Drogi Wolności i jest zamknięta dla wszelkich pojazdów. W większości idzie przez las, w tym przez Wielki Las Kieżmarski. Prowadzi nią szlak turystyki pieszej. Ta obecnie istniejąca dróżka jest tylko fragmentem dawnej drogi, która ciągnęła się aż do okolic Tatrzańskiej Szczyrby, ale już ok. 1880 była miejscami zarośnięta. Według podań była to droga wydeptana przez zbójników i stąd jej nazwa. Niemieckie źródła podają nazwę Diebsteig (Złodziejska Ścieżka) już od 1770 r. W rzeczywistości jednak była to droga wydeptana przez okoliczną ludność, czasami tylko korzystali z niej zbójnicy i przemytnicy. Obecna Droga Wolności częściowo przebiega szlakiem tamtej dawnej drogi.
Obecnie istniejący Zbójnicki Chodnik ma 4,5 km długości i 160 m różnicy wzniesień. Jest rozjeżdżony przez pojazdy zwożące drzewo. W dwóch miejscach od Zbójnickiego Chodnika odchodzą szlaki turystyczne: zielony przy wywierzysku Huczawa i żółty przy potoku Czarna Woda Rakuska. Obydwa prowadzą do Schroniska pod Szarotką w Dolinie Czarnej Rakuskiej.

## Szlaki turystyczne
– niebieski od Tatrzańskiej Kotliny przez podnóża Kobylego Wierchu, wylot Doliny Czarnej Rakuskiej i podnóża Steżek do Kieżmarskich Żłobów. Czas przejścia 1:35 h, z powrotem 1:20 h
  – zielony od Tatrzańskiej Kotliny do rozdroża przy Huczawie (jak szlak niebieski), potem skręca w kierunku Schroniska pod Szarotką. Czas przejścia 55 min, z powrotem 45 min.